# Масатланский масатекский язык
Масатланский масатекский язык (Mazateco de Mazatlán Villa de Flores, Mazateco del suroeste, Mazatlán Mazatec) — масатекский язык, на котором говорят в Федеральном округе города Мехико; в 32 деревнях и городах муниципалитета Масатлан-Вийа-де-Флорес на юге округа Теотитлан штата Оахака в Мексике. 
Имеет диалекты: сан-антонио-элохочитланский (Mazateco de Eloxochitlán), сан-лоренсо-куанекуититланский, сан-лукас-сокиапанский, сан-педро-окопетатийский, сан-франсиско-уэуэтланский, сан-херонимо-текоатлский, санта-ана-атейстлауаканский и санта-крус-акатепекский. Также имеет схожесть в лексике: 80 % с сан-херонимо-текоатлским, 78 % с уаутланским, 16 % с халапа-де-диасским и 8 % с чикиуитланским разновидностями масатекского языка.